# Gerald Butler
Pour les articles homonymes, voir Butler.
Gerald Butler, né le 31 juillet 1907 et mort en février 1988 à Eastbourne, dans le comté du Sussex de l'Est, en Angleterre, est un écrivain et scénariste britannique, auteur de roman policier.

## Biographie
En 1940, il publie son premier roman, Kiss the Blood Off My Hands, « son chef-d'œuvre », selon Claude Mesplède. « Cet inoubliable roman noir » est traduit à deux reprises en français, la première sous le titre Les Mains pures en 1946 et la seconde sous le titre Du sang sur les mains en 1949. Il fait également l'objet d'une adaptation dans un film américain réalisé par Norman Foster sous le titre Les Amants traqués.
Son deuxième roman, Cendrillon perd au jeu (They Cracked Her Glass Slipper, 1941), raconte l'idylle sans espoir entre Lucky, un séduisant joueur professionnel, et Joan Burns, une jolie jeune femme que Lucky a pris comme porte-bonheur et qui l'accompagne dans les salles de jeux clandestines jusqu'à ce qu'il perde en une soirée toute sa fortune aux dés. Ce roman est également adapté au cinéma par Gordon Parry en 1949.
« Chez Butler, les relations sentimentales jouent toujours un rôle essentiel. Ce thème est aussi présent dans Le Cœur et l'Esprit (Mad With Much Heart, 1945), porté à l'écran par Nicholas Ray », qui raconte comment un policier brutal, venu enquêter dans un village éloigné sur le meurtre d'une fillette, tombe amoureux d'une jeune femme aveugle.

## Œuvre

### Romans
- Kiss the Blood Off My Hands (1940) Publié en français sous le titre Les Mains pures, traduit par Jeanne Fournier-Pargoire, Paris, Presses de la Cité, coll. « Cosmopolis », 1946 ; réédition signée par erreur Gerard Butler dans une nouvelle traduction de Jean Weil sous le titre Du sang sur les mains, Paris, Presses de la Cité, coll. « Un mystère » no 4, 1949 ; réédition, Paris, Presses de la Cité, coll. « Classiques du roman policier » no 16, 1980 ; réédition dans le volume Polar années cinquante, vol. 3, Paris, Éditions Omnibus, 1997  (ISBN 2-258-04761-7)
- They Cracked Her Glass Slipper (1941) Publié en français sous le titre Cendrillon perd au jeu, traduit par Jacqueline Richard, Paris, Éditions du Bateau ivre, coll. « Climats », 1947
- Their Rainbow Had Black Edges (1943)
- Mad With Much Heart (1945) Publié en français sous le titre Le Cœur et l'Esprit, traduit par Henri Richard, Paris, Éditions universitaires, coll. « Univers » no 14, 1947
- Dark Rainblow (1945)
- Slippery Hitch (1948)
- Choice of Two Women (1951)
- Blow Hot, Blow Cold (1951)
- There Is a Death Elizabeth (1972)

## Filmographie

### Adaptations
- 1948 : Les Amants traqués (Kiss the Blood Off My Hands), film américain réalisé par Norman Foster, adaptation de Kiss the Blood Off My Hands, avec Joan Fontaine, Burt Lancaster et Robert Newton
- 1949 : Third Time Lucky, film britannique réalisé par Gordon Parry, adaptation du roman They Cracked Her Glass Slipper, avec Glynis Johns, Dermot Walsh et Harcourt Williams
- 1951 : La Maison dans l'ombre (On Dangerous Ground), film américain réalisé par Nicholas Ray, adaptation du roman Mad With Much Heart, avec Ida Lupino, Robert Ryan et Ward Bond

### Scénario
- 1948 : The Fatal Night, film britannique réalisé par Mario Zampi , avec Lester Ferguson et Patrick Macnee

## Sources
: document utilisé comme source pour la rédaction de cet article.
- Claude Mesplède (dir.), Dictionnaire des littératures policières, vol. 1 : A - I, Nantes, Joseph K, coll. « Temps noir », 2007, 1054 p. (ISBN 978-2-910-68644-4, OCLC 315873251), p. 332